# 愛徳基金会
愛徳基金会（あいとくききんかい、英語名称：The Amity Foundation）は中国基督教協会の関連団体で、中国のクリスチャンのボランティアが参加し、おもに中国の貧困地域を助ける会である。本部は南京にあり、海外では中国の貧困地域への語学教師の派遣、中国最大の聖書印刷所である傘下の愛徳印刷会社などで知られている。

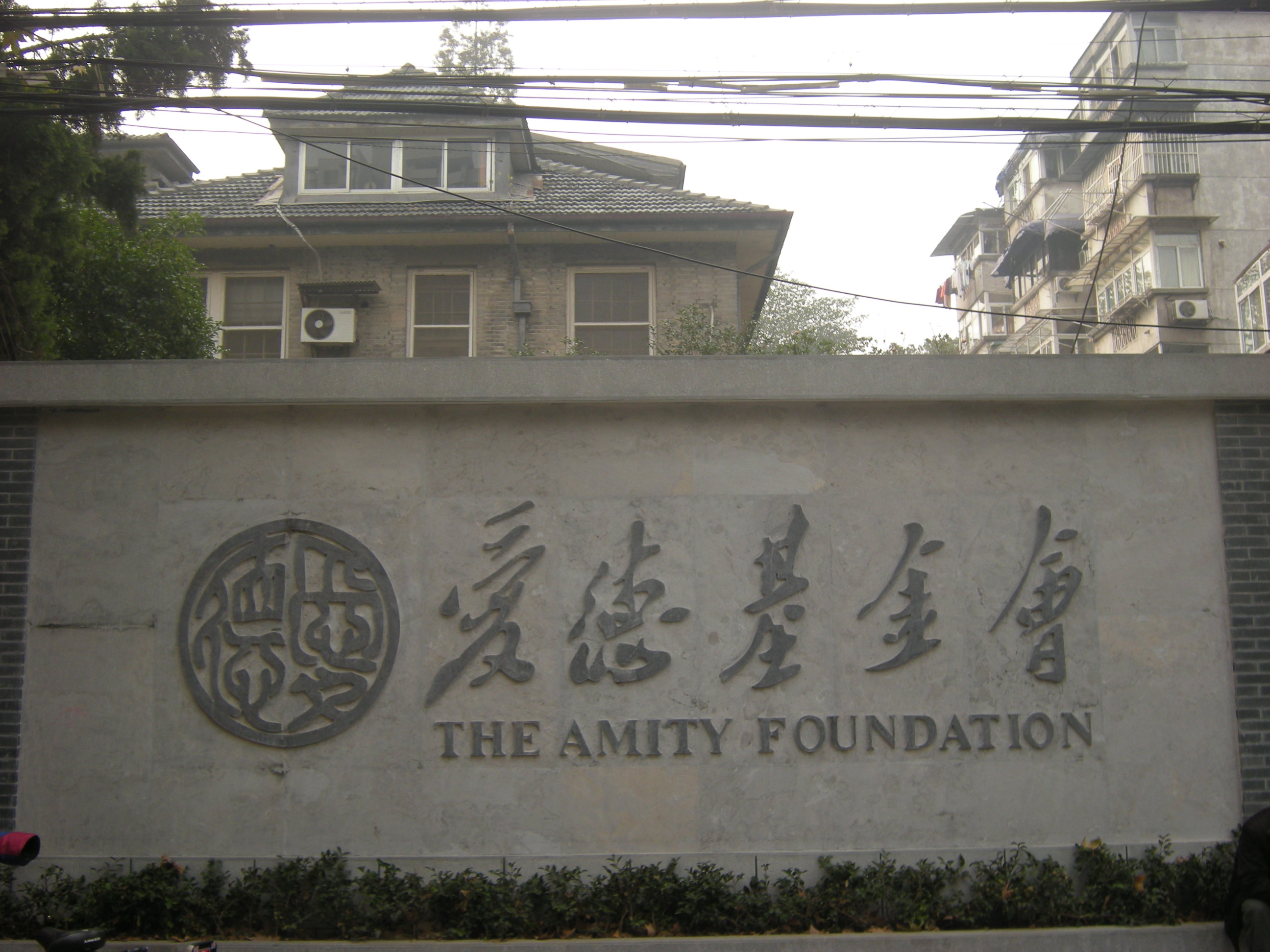
南京にある愛徳基金会本部

## 信仰から社会的行動へ
愛徳基金会は1985年に、文化大革命時代の宗教への、特にキリスト教への迫害の反省から、中国のプロテスタントにより設立されたといわれていて、信仰から社会的行動への機関である。
住所：中国 21008 江蘇省南京市漢口路71号
電話：+86-25-8326-0080
会長：丁光訓（K.H. Ting）主教

## 活動
- 身体障害者を助ける
- 各教会のプロジェクトを助ける
- 恵まれない地区での教育（英語・日本語教師--Amity Teachers Program--の受け入れ）
- 被災地への援助
- 貧困地区への医学教育援助
- 香港事務所

日本キリスト教協議会とは、中国の貧困地域への日本語教師の派遣、また中国のキリスト者の日本訪問に際して関係している。

## 愛徳印刷会社

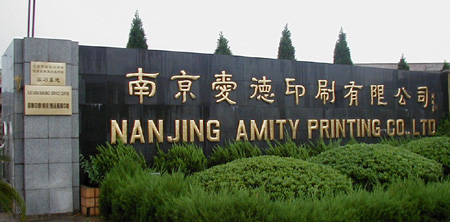
愛徳印刷会社の入り口

愛徳基金会の関連会社である愛徳印刷会社（中国語：愛徳印刷有限公司、英語：Amity Printing Co.）はやはり南京にあり、中国最大の（またおそらく世界最大の）聖書印刷所である。1988年に設立され、聖書協会世界連盟（United Bible Societies, UBS）の技術的・資金的な援助もあり、中国語および少数民族の言葉で聖書を印刷している。2007年12月には、それまでに５千万冊の聖書を発行したと発表されている。
印刷される聖書の大部分は中国語聖書の翻訳で、プロテスタント用の「和合本」版（英文名称：Chinese Union Version, 1919年）が多いが、最近はカトリック用の「牧霊聖経」もここで印刷されている。聖書は中国では一般書店（最大の新華書店チェーンなど）では売られておらず、比較的大きな教会に付属した売店で販売されている。